# Gunnera dentata
Gunnera dentata är en gunneraväxtart som beskrevs av Thomas Kirk.
Gunnera dentata ingår i släktet gunneror och familjen gunneraväxter. Inga underarter finns listade i Catalogue of Life.